# Polonia ai XXI Giochi olimpici invernali
La Polonia ha partecipato ai XXI Giochi olimpici invernali di Vancouver, che si sono svolti dal 12 al 28 febbraio 2010, con una delegazione di 47 atleti.

## Medaglie
| Sport                   | Oro | Argento | Bronzo | Totale |
| ----------------------- | --- | ------- | ------ | ------ |
| Sci di fondo            | 1   | 1       | 1      | 3      |
| Salto con gli sci       | 0   | 2       | 0      | 2      |
| Pattinaggio di velocità | 0   | 0       | 1      | 1      |
| Totale                  | 1   | 3       | 2      | 6      |

| Medaglia | Nome                                                        | Sport                                                    | Evento                                                   |
| -------- | ----------------------------------------------------------- | -------------------------------------------------------- | -------------------------------------------------------- |
| Oro      | Justyna Kowalczyk                                           | Sci di fondo                                             | 30 km a tecnica classica con partenza in linea femminile |
| Argento  | Adam Małysz                                                 | Salto con gli sci                                        | Individuale dal trampolino normale                       |
| Argento  | Adam Małysz                                                 | Salto con gli sci                                        | Individuale dal trampolino lungo                         |
| Argento  | Justyna Kowalczyk                                           | Sci di fondo                                             | Sprint a tecnica classica femminile                      |
| Bronzo   | Katarzyna Bachleda-Curuś Katarzyna Woźniak Luiza Złotkowska | Pattinaggio di velocità ai XXI Giochi olimpici invernali | Inseguimento a squadre femminile                         |
| Bronzo   | Justyna Kowalczyk                                           | Sci di fondo                                             | 15 km a inseguimento femminile                           |

## Biathlon
| Gara                    | Atleta          | Penalità    | Tempo d'arrivo | Posizione |
| ----------------------- | --------------- | ----------- | -------------- | --------- |
| 10 km sprint            | Tomasz Sikora   | 2 (0+2)     | 26'16"2        | 29        |
| 10 km sprint            | Łukasz Szczurek | 2 (1+1)     | 29'02"0        | 85        |
| 12,5 km inseguimento    | Tomasz Sikora   | 3 (1+1+0+1) | 35'14"3        | 18        |
| 15 km partenza in linea | Tomasz Sikora   | 3 (2+1+0+0) | 36'13"1        | 11        |
| 20 km individuale       | Tomasz Sikora   | 2 (1+1+0+0) | 49'43"8        | 7         |
| 20 km individuale       | Łukasz Szczurek | 3 (1+0+1+1) | 54'36"7        | 59        |

| Gara                      | Atleta                                                             | Penalità    | Tempo d'arrivo | Posizione |
| ------------------------- | ------------------------------------------------------------------ | ----------- | -------------- | --------- |
| 7,5 km sprint             | Agnieszka Cyl                                                      | 0 (0+2)     | 21'55"2        | 42        |
| 7,5 km sprint             | Magdalena Gwizdoń                                                  | 2 (0+2)     | 21'48"9        | 35        |
| 7,5 km sprint             | Weronika Nowakowska                                                | 3 (0+3)     | 21'49"4        | 36        |
| 7,5 km sprint             | Krystyna Pałka                                                     | 0 (0+0)     | 20'54"3        | 21        |
| 10 km inseguimento        | Agnieszka Cyl                                                      | 1 (1+0+0+0) | 33'08"4        | 25        |
| 10 km inseguimento        | Magdalena Gwizdoń                                                  | 2 (0+1+1+0) | 33'45"8        | 31        |
| 10 km inseguimento        | Weronika Nowakowska                                                | 2 (0+0+1+1) | 33'24"2        | 28        |
| 10 km inseguimento        | Krystyna Pałka                                                     | 2 (1+0+1+0) | 33'07"6        | 24        |
| 12,5 km partenza in linea | Agnieszka Cyl                                                      | 5 (0+1+2+2) | 37'54"7        | 23        |
| 12,5 km partenza in linea | Weronika Nowakowska                                                | 4 (1+2+1+0) | 37'34"0        | 21        |
| 12,5 km partenza in linea | Krystyna Pałka                                                     | 1 (1+0+0+0) | 37'22"6        | 20        |
| 15 km individuale         | Agnieszka Cyl                                                      | 1 (0+1+0+0) | 42'32"5        | 7         |
| 15 km individuale         | Magdalena Gwizdoń                                                  | 4 (0+3+1+0) | 46'46"7        | 59        |
| 15 km individuale         | Weronika Nowakowska                                                | 1 (0+0+0+1) | 41'57"5        | 5         |
| 15 km individuale         | Krystyna Pałka                                                     | 1 (0+1+0+0) | 43'09"6        | 15        |
| Staffetta 4x6 km          | Krystyna Pałka Magdalena Gwizdoń Weronika Novakowska Agnieszka Cyl | 0+5 1+7     | 1h 12'54"3     | 12        |

## Bob
| Gara                   | Equipaggio                                               | Manche 1 | Manche 2 | Manche 3 | Manche 4 | Totale  | Posizione |
| ---------------------- | -------------------------------------------------------- | -------- | -------- | -------- | -------- | ------- | --------- |
| Bob a due maschile     | Dawid Kupczyk Marcin Niewiara                            | 52"45    | 52"91    | 52"42    | 52"72    | 3'30"50 | 16        |
| Bob a quattro maschile | Dawid Kupczyk Michał Zblewski Paweł Mróz Marcin Niewiara | 51"94    | 51"96    | 52"35    | 52"28    | 3'28"53 | 14        |

## Freestyle
| Gara                | Atleta          | Qualificazioni | Qualificazioni | Ottavi | Quarti | Semifinali | Finale |
| ------------------- | --------------- | -------------- | -------------- | ------ | ------ | ---------- | ------ |
| Ski cross femminile | Karolina Riemen | 1'21"36        | 26             | 2      | 4      |            |        |

## Pattinaggio di figura
| Gara                  | Atleta                           | Breve | Breve | Libero          | Libero          | Totale | Totale |
| Gara                  | Atleta                           | Punti | Pos.  | Punti           | Pos.            | Punti  | Pos.   |
| --------------------- | -------------------------------- | ----- | ----- | --------------- | --------------- | ------ | ------ |
| Individuale maschile  | Przemysław Domański              | 52,14 | 28    | non qualificato | non qualificato | 52,14  | 28     |
| Individuale femminile | Anna Jurkiewicz                  | 36,10 | 30    | non qualificata | non qualificata | 36,10  | 30     |
| Gara a coppie         | Joanna Sulej Mateusz Chruściński | 39,30 | 20    | 86,52           | 18              | 125,82 | 18     |

## Pattinaggio di velocità
| Gara    | Atleta                 | Tempo 1  | Tempo 2  | Totale   | Posizione |
| ------- | ---------------------- | -------- | -------- | -------- | --------- |
| 500 m   | Maciej Biega           | 36"642   | 37"934   | 1'14"57  | 38        |
| 500 m   | Konrad Niedźwiedzki    | 36"183   | 36"179   | 1'12"36  | 31        |
| 500 m   | Maciej Ustynowicz      | 35"596   | 35"753   | 1'11"349 | 22        |
| 1000 m  | Konrad Niedźwiedzki    | 1'11"24  | 1'11"24  | 1'11"24  | 27        |
| 1000 m  | Maciej Ustynowicz      | 1'12"10  | 1'12"10  | 1'12"10  | 32        |
| 1500 m  | Zbigniew Bródka        | 1'49"45  | 1'49"45  | 1'49"45  | 27        |
| 1500 m  | Konrad Niedźwiedzki    | 1'48"15  | 1'48"15  | 1'48"15  | 17        |
| 5000 m  | Sławomir Chmura        | 6'33"20  | 6'33"20  | 6'33"20  | 16        |
| 10000 m | Sebastian Druszkiewicz | 13'49"31 | 13'49"31 | 13'49"31 | 14        |

| Gara   | Atleta                   | Tempo   | Posizione |
| ------ | ------------------------ | ------- | --------- |
| 1000 m | Katarzyna Bachleda-Curuś | 1'19"00 | 31        |
| 1500 m | Katarzyna Bachleda-Curuś | 1'59"53 | 15        |
| 1500 m | Natalia Czerwonka        | 2'05"00 | 36        |
| 1500 m | Luiza Złotkowska         | 2'04"01 | 34        |
| 3000 m | Katarzyna Woźniak        | 4'22"35 | 28        |
| 3000 m | Luiza Złotkowska         | 4'19"13 | 24        |

| Quarti di finale                                                    |         |                                                                         |         |
| Polonia Katarzyna Bachleda-Curuś Katarzyna Woźniak Luiza Złotkowska | 3'02"90 | Russia Galina Likhachova Yekaterina Lobysheva Yekaterina Shikhova       | 3'04"86 |
| Semifinale                                                          |         |                                                                         |         |
| Polonia Katarzyna Bachleda-Curuś Katarzyna Woźniak Luiza Złotkowska | 3'02"92 | Giappone Masako Hozumi Nao Kodaira Maki Tabata                          | 3'02"73 |
| Finale B                                                            |         |                                                                         |         |
| Polonia Katarzyna Bachleda-Curuś Katarzyna Woźniak Luiza Złotkowska | 3'03"73 | Stati Uniti Catherine Raney-Norman Jennifer Rodriguez Jilleanne Rookard | 3'05"30 |

## Salto con gli sci
| Gara               | Atleta                                               | Qualificazioni         | Qualificazioni         | Qualificazioni         | Finale          | Finale         | Finale          | Finale         | Finale       | Posizione |
| Gara               | Atleta                                               | Lunghezza              | Punti                  | Pos.                   | Lungh. 1° salto | Punti 1° salto | Lungh. 2° salto | Punti 2° salto | Punti totali | Posizione |
| ------------------ | ---------------------------------------------------- | ---------------------- | ---------------------- | ---------------------- | --------------- | -------------- | --------------- | -------------- | ------------ | --------- |
| Trampolino normale | Stefan Hula                                          | 101,5                  | 125,5                  | 17                     | 95,0            | 112,5          |                 |                | 112,5        | 31        |
| Trampolino normale | Adam Małysz                                          | qualificato di diritto | qualificato di diritto | qualificato di diritto | 103,5           | 132,5          | 105,0           | 137,0          | 269,5        |           |
| Trampolino normale | Krzysztof Miętus                                     | 101,5                  | 126,5                  | 15                     | 94,0            | 109,0          |                 |                | 109,0        | 26        |
| Trampolino normale | Kamil Stoch                                          | 103,5                  | 127,5                  | 12                     | 98,5            | 118,5          | 96,5            | 113,5          | 232,0        | 27        |
| Trampolino lungo   | Stefan Hula                                          | 132,0                  | 127,6                  | 14                     | 122,5           | 106,5          | 124,0           | 110,7          | 217,2        | 19        |
| Trampolino lungo   | Adam Małysz                                          | qualificato di diritto | qualificato di diritto | qualificato di diritto | 137,0           | 138,1          | 133,5           | 131,3          | 269,4        |           |
| Trampolino lungo   | Krzysztof Miętus                                     | 132,5                  | 127,0                  | 16                     | 111,5           | 84,7           |                 |                | 84,7         | 26        |
| Trampolino lungo   | Kamil Stoch                                          | 131,0                  | 125,3                  | 17                     | 126,0           | 114,3          | 123,5           | 109,8          | 224,1        | 13        |
| Gara a squadre     | Stefan Hula Łukasz Rutkowski Kamil Stoch Adam Małysz |                        |                        |                        | -               | 484,0          | -               | 512,7          | 996,7        | 6         |

## Sci alpino
| Gara           | Atleta                     | 1° manche  | 2° manche | Tempo totale | Posizione |
| -------------- | -------------------------- | ---------- | --------- | ------------ | --------- |
| Slalom         | Agnieszka Gąsienica-Daniel | 57"06      | 55"13     | 1'52"19      | 35        |
| Gigante        | Agnieszka Gąsienica-Daniel | non finito |           |              |           |
| Super-g        | Agnieszka Gąsienica-Daniel | 1'24"31    | 1'24"31   | 1'24"31      | 23        |
| Discesa        | Agnieszka Gąsienica-Daniel | 1'55"10    | 1'55"10   | 1'55"10      | 32        |
| Supercombinata | Agnieszka Gąsienica-Daniel | 1'30"28    | 45"96     | 2'16"24      | 25        |

## Sci di fondo
| Gara                   | Atleta          | Tempo d'arrivo | Posizione |
| ---------------------- | --------------- | -------------- | --------- |
| 15 km a tecnica libera | Maciej Kreczmer | 37'38"0        | 66        |

| Gara              | Atleta                          | Qualificazioni | Qualificazioni | Quarti di finale | Quarti di finale | Semifinali | Semifinali | Finale | Finale    |
| Gara              | Atleta                          | Tempo          | Pos.           | Tempo            | Pos.             | Tempo      | Pos.       | Tempo  | Posizione |
| ----------------- | ------------------------------- | -------------- | -------------- | ---------------- | ---------------- | ---------- | ---------- | ------ | --------- |
| Individuale       | Maciej Kreczmer                 | 3'41"35        | 28             | 3'39"6           | 5                |            |            |        |           |
| Individuale       | Janusz Krężelok                 | 3'41"34        | 27             | 3'41"1           | 6                |            |            |        |           |
| Sprint di squadra | Maciej Kreczmer Janusz Krężelok |                |                |                  |                  | 19'07"2    | 6          |        |           |

| Gara                        | Atleta                                                              | Tempo d'arrivo | Posizione |
| --------------------------- | ------------------------------------------------------------------- | -------------- | --------- |
| 10 km a tecnica libera      | Sylwia Jaśkowiec                                                    | 26'37"2        | 28        |
| 10 km a tecnica libera      | Justyna Kowalczyk                                                   | 25'20"1        | 5         |
| 10 km a tecnica libera      | Paulina Maciuszek                                                   | 27'22"1        | 45        |
| 10 km a tecnica libera      | Kornelia Marek                                                      | 27'12"6        | 39        |
| 15 km inseguimento          | Sylwia Jaśkowiec                                                    | 42'54"8        | 34        |
| 15 km inseguimento          | Justyna Kowalczyk                                                   | 40'07"4        |           |
| 15 km inseguimento          | Paulina Maciuszek                                                   | 44'56"6        | 52        |
| 15 km inseguimento          | Kornelia Marek                                                      | 42'56"9        | 35        |
| 30 km con partenza in linea | Sylwia Jaśkowiec                                                    | 1h 34'59"1     | 25        |
| 30 km con partenza in linea | Justyna Kowalczyk                                                   | 1h 30'33"7     |           |
| 30 km con partenza in linea | Paulina Maciuszek                                                   | 1h 36'31"7     | 29        |
| 30 km con partenza in linea | Kornelia Marek                                                      | 1h 33'15"4     | 11        |
| Staffetta 4x5 km            | Kornelia Marek Justyna Kowalczyk Paulina Maciuszek Sylwia Jaśkowiec | 56'29"4        | 6         |

| Gara              | Atleta                          | Qualificazioni | Qualificazioni | Quarti di finale | Quarti di finale | Semifinali | Semifinali | Finale  | Finale    |
| Gara              | Atleta                          | Tempo          | Pos.           | Tempo            | Pos.             | Tempo      | Pos.       | Tempo   | Posizione |
| ----------------- | ------------------------------- | -------------- | -------------- | ---------------- | ---------------- | ---------- | ---------- | ------- | --------- |
| Individuale       | Justyna Kowalczyk               | 3'43"35        | 5              | 3'38"8           | 1                | 3'38"0     | 1          | 3'40"3  |           |
| Sprint di squadra | Kornelia Marek Sylwia Jaśkowiec |                |                |                  |                  | 18'44"1    | 4          | 18'59"1 | 6         |

## Short track
| Gara   | Atleta               | Batterie | Batterie | Quarti di finale | Quarti di finale | Semifinali | Semifinali | Finale | Finale |
| Gara   | Atleta               | Tempo    | Pos.     | Tempo            | Pos.             | Tempo      | Pos.       | Tempo  | Pos.   |
| ------ | -------------------- | -------- | -------- | ---------------- | ---------------- | ---------- | ---------- | ------ | ------ |
| 500 m  | Patrycja Maliszewska | 58"649   | 4        |                  |                  |            |            |        |        |
| 1000 m | Paula Bzura          | 1'31"338 | 2        | 1'32"662         | 4                |            |            |        |        |
| 1500 m | Paula Bzura          |          |          | squalificata     | squalificata     |            |            |        |        |
| 1500 m | Patrycja Maliszewska |          |          | 2'25"586         | 6                |            |            |        |        |

| Gara   | Atleta         | Batterie | Batterie | Semifinali | Semifinali | Finale | Finale |
| Gara   | Atleta         | Tempo    | Pos.     | Tempo      | Pos.       | Tempo  | Pos.   |
| ------ | -------------- | -------- | -------- | ---------- | ---------- | ------ | ------ |
| 1500 m | Jakub Jaworski | 2'19"163 | 4        |            |            |        |        |

## Slittino
| Gara              | Atleta              | Manche 1 | Manche 2 | Manche 3 | Manche 4 | Totale   | Posizione |
| ----------------- | ------------------- | -------- | -------- | -------- | -------- | -------- | --------- |
| Singolo maschile  | Maciej Kurowski     | 49"427   | 49"200   | 49"361   | 49"039   | 3'17"027 | 23        |
| Singolo femminile | Ewelina Staszulonek | 41"975   | 41"816   | 41"948   | 41"882   | 2'47"621 | 8         |

## Snowboard
| Gara               | Atleta          | Qualificazioni | Qualificazioni | Semifinali | Semifinali | Finale    | Finale    |
| Gara               | Atleta          | Punteggio      | Pos.           | Punteggio  | Pos.       | Punteggio | Posizione |
| ------------------ | --------------- | -------------- | -------------- | ---------- | ---------- | --------- | --------- |
| Halfpipe maschile  | Michał Ligocki  | 11,1           | 19             |            |            |           |           |
| Halfpipe femminile | Paulina Ligocka | 11,1           | 28             |            |            |           |           |

| Gara                     | Atleta          | Qualificazioni | Qualificazioni | Ottavi | Quarti | Semifinali | Finale |
| ------------------------ | --------------- | -------------- | -------------- | ------ | ------ | ---------- | ------ |
| Snowboard cross maschile | Maciej Jodko    | 1'24"11        | 27             | 3      |        |            |        |
| Snowboard cross maschile | Mateusz Ligocki | 1'24"11        | 28             | 4      |        |            |        |